# Hun (Belgique)
Pour les articles homonymes, voir Hun.
Hun est un hameau du village d’Annevoie-Rouillon, surplombant la Meuse dans la boucle qu’elle fait entre Yvoir et Godinne. Avec Annevoie-Rouillon, il fait aujourd’hui partie de la Commune d’Anhée dans la province de Namur (Région wallonne de Belgique).

## Géographie
Le hameau de Hun est blotti entre la Meuse et les rochers escarpés qui le surplombent le long de la route Namur-Dinant. Son relief est très dénivelé, son altitude variant entre 85 m et 180 m.
Au niveau hydrologique et géologique, apparaissent distinctement à Hun les reliques d'un méandre taillé dans le relief. Il est tapissé de sédiments alluviaux anciens déposés pendant les périodes froides du Quaternaire. Sur les flancs de la vallée, on remarque des couches de calcaires gréseux gris-vert à gris brunâtre à intercalations schisteuses brunâtres ou de grès qui, dans le passé, ont fait l'objet d'une activité extractive.

## Histoire
Hun a connu une occupation humaine de longue date : on y a trouvé des vestiges néolithiques (deux crânes dans la grotte de Hun).
Le site est aussi occupé à l'époque romaine. En 1619, on y a découvert une tombe renfermant des urnes, des poteries et des médailles romaines.
En  1343, il existait un castel à Hun en bord de Meuse. Il a en partie été détruit au début du XXe siècle et comporte encore un donjon du bas Moyen Âge. 
En 1631, le territoire et le castel de Hun sont achetés par Thierry de Celles au roi Philippe III et érigés en seigneurie hautaine. Le castel de Hun, en rive de Meuse, passe ensuite dans diverses mains avant d'échoir au baron de Beeckman dans la seconde moitié du XIXe siècle. Celui-ci le détruit en partie le remplaçant en 1875 par le nouveau château de Hun construit sur les hauteurs du parc de l'ancien castel.
Lors de la Seconde Guerre mondiale, le village de Hun est incendié par les Allemands en 1944.

## Économie
La carrière calcaire Beaupère a été en activité jusqu'au milieu du XXe siècle à Hun. La carrière a été reconvertie en site d'escalade du Club alpin belge. On trouve aussi des carrières de grès, autrefois exploitées pour la confection de mœllons et de dalles. 
Une centrale hydroélectrique mobile a été inaugurée en 2016 au niveau du barrage de Hun. Elle produit 9.800.000 kWh/an par an, soit la consommation annuelle de 2.900 ménages. 

## Patrimoine
- Écluse de Hun, sur la Meuse.
- Château de Hun : édifié en calcaire en style néo-Louis XVI en 1875 par le baron de Beeckman et entouré d'un parc.
- Ancien castel de Hun (en bord de Meuse) : de style Louis XV. En grande partie détruit au début du XXe siècle. Donjon du bas Moyen Âge datant probablement du XVe siècle[4].
- Chapelle Saint-Christophe : construite en grès en 1926 par le comte Philippe de Lannoy sur la route de Dinant à Namur. Une cérémonie de bénédiction des voitures et voyageurs y est organisée une fois par an.
- Chapelle Saint-Donat : construite en 1951 en pierre et brique.